# Emil Voerster
Ludwig Emil Voerster (* 21. August 1829 in Mannheim; † 2. Dezember 1892 in Oderin) war ein deutscher Verwaltungsbeamter und Rittergutsbesitzer.

## Leben
Emil Voerster studierte an der Universität Bonn Rechtswissenschaften. 1849 wurde er Mitglied des Corps Guestphalia Bonn. Nach Abschluss des Studiums trat er in den preußischen Staatsdienst ein. 1858 wurde er Landrat des Landkreises Hagen. Nach zehn Jahren ging er 1868 als erster Landrat des neu gegründeten Kreises Norderdithmarschen nach Heide. 1870 wurde er zum Landrat des Kreises Pinneberg ernannt. Das Amt hatte er bis 1881 inne. Nach seinem Abschied aus dem Staatsdienst lebte er auf seinem Rittergut Oderin.